# Étoile de Bessèges 2006
L'Étoile de Bessèges 2006, trentaseiesima edizione della corsa valevole come prova del circuito UCI Europe Tour 2006 categoria 2.1, si svolse in cinque tappe dal 1º al 5 febbraio 2006 per un percorso totale di 715,6 km con partenza da Marsiglia e arrivo a Bessèges. Fu vinta dal belga Frederik Willems, della Chocolade Jacques-Topsport Vlaanderen, che si impose in 17 ore 46 minuti e 12 secondi, alla media di 40,27 km/h.
Partenza con 148 ciclisti, dei quali 110 tagliarono il traguardo di  Bessèges.

## Tappe
| Tappa  | Data        | Percorso                                  | km    | Vincitore di tappa | Leader cl. generale |
| ------ | ----------- | ----------------------------------------- | ----- | ------------------ | ------------------- |
| 1ª     | 1º febbraio | Marsiglia > Marsiglia                     | 126,2 | Frederik Willems   | Frederik Willems    |
| 2ª     | 2 febbraio  | Nîmes > Saint-Ambroix                     | 149,2 | Jaan Kirsipuu      | Frederik Willems    |
| 3ª     | 3 febbraio  | Portes > Les Salles-du-Gardon             | 140   | Éric Leblacher     | Frederik Willems    |
| 4ª     | 4 febbraio  | Allègre-les-Fumades > Allègre-les-Fumades | 151,7 | Stéphane Pétilleau | Frederik Willems    |
| 5ª     | 5 febbraio  | Gagnières > Bessèges                      | 148,5 | Jaan Kirsipuu      | Frederik Willems    |
| Totale | Totale      | Totale                                    | 715,6 |                    |                     |

## Squadre e corridori partecipanti
| N.    | Cod. | Squadra                        |
| ----- | ---- | ------------------------------ |
| 1-8   | FDJ  | Française des Jeux             |
| 11-18 | CSC  | Team CSC                       |
| 21-28 | C.A  | Crédit Agricole                |
| 31-38 | BJF  | Bretagne-Jean Floc'h           |
| 41-48 | LAN  | Landbouwkrediet-Colnago        |
| 51-58 | TMO  | T-Mobile Team                  |
| 61-68 | UNI  | Unibet.com                     |
| 71-78 | COF  | Cofidis                        |
| 81-88 | JAC  | Chocolade Jacques-Topsport Vl. |
| 91-98 | AUB  | Auber 93                       |

| N.      | Cod. | Squadra          |
| ------- | ---- | ---------------- |
| 100-108 | AGR  | Agritubel        |
| 111-118 | FLA  | Flanders         |
| 121-128 | A2R  | AG2R Prévoyance  |
| 131-138 | BTL  | Bouygues Télécom |
| 141-148 | DVL  | Davitamon-Lotto  |
| 151-158 | JAR  | Jartazi-7Mobile  |
| 161-168 | MIE  | Miche            |
| 171-178 | LPR  | LPR              |
| 181-188 | TIA  | TIAA-CREF        |

## Dettagli delle tappe

### 1ª tappa
- 1º febbraio: Marsiglia > Marsiglia – 126,2 km

Risultati
| Pos. | Corridore        | Squadra         | Tempo    |
| ---- | ---------------- | --------------- | -------- |
| 1    | Frederik Willems | Chocolade Jac.  | 3h20'34" |
| 2    | Preben Van Hecke | Davitamon-Lotto | a 20"    |
| 3    | Thomas Voeckler  | Bouygues Tél.   | a 21"    |

| Pos. | Corridore        | Squadra         | Tempo    |
| ---- | ---------------- | --------------- | -------- |
| 1    | Frederik Willems | Chocolade Jac.  | 3h20'34" |
| 2    | Preben Van Hecke | Davitamon-Lotto | a 24"    |
| 3    | Thomas Voeckler  | Bouygues Tél.   | a 25"    |

### 2ª tappa
- 2 febbraio: Nîmes > Saint-Ambroix – 149,2 km

Risultati
| Pos. | Corridore           | Squadra         | Tempo    |
| ---- | ------------------- | --------------- | -------- |
| 1    | Jaan Kirsipuu       | Crédit Agricole | 3h51'03" |
| 2    | Stéphane Bonsergent | Bretagne        | s.t.     |
| 3    | Aljaksandr Usaŭ     | AG2R Prév.      | s.t.     |

| Pos. | Corridore        | Squadra         | Tempo    |
| ---- | ---------------- | --------------- | -------- |
| 1    | Frederik Willems | Chocolade Jac.  | 7h11'25" |
| 2    | Preben Van Hecke | Davitamon-Lotto | a 26"    |
| 3    | Thomas Voeckler  | Bouygues Tél.   | s.t.     |

### 3ª tappa
- 3 febbraio: Portes > Les Salles-du-Gardon – 140 km

Risultati
| Pos. | Corridore       | Squadra         | Tempo    |
| ---- | --------------- | --------------- | -------- |
| 1    | Éric Leblacher  | Franç. des Jeux | 3h31'21" |
| 2    | Sébastien Joly  | Franç. des Jeux | a 1'20"  |
| 3    | Steven Cummings | Landbouwkrediet | s.t.     |

| Pos. | Corridore        | Squadra         | Tempo     |
| ---- | ---------------- | --------------- | --------- |
| 1    | Frederik Willems | Chocolade Jac.  | 10h47'23" |
| 2    | Preben Van Hecke | Davitamon-Lotto | a 26"     |
| 3    | Thomas Voeckler  | Bouygues Tél.   | s.t.      |

### 4ª tappa
- 4 febbraio: Allègre-les-Fumades > Allègre-les-Fumades – 151,7 km

Risultati
| Pos. | Corridore          | Squadra  | Tempo    |
| ---- | ------------------ | -------- | -------- |
| 1    | Stéphane Pétilleau | Bretagne | 3h36'25" |
| 2    | André Greipel      | T-Mobile | a 10"    |
| 3    | Jean-Luc Delpech   | Bretagne | s.t.     |

| Pos. | Corridore        | Squadra         | Tempo     |
| ---- | ---------------- | --------------- | --------- |
| 1    | Frederik Willems | Chocolade Jac.  | 14h28'24" |
| 2    | Preben Van Hecke | Davitamon-Lotto | a 26"     |
| 3    | Thomas Voeckler  | Bouygues Tél.   | s.t.      |

### 5ª tappa
- 5 febbraio: Gagnières > Bessèges – 148,5 km

Risultati
| Pos. | Corridore           | Squadra         | Tempo    |
| ---- | ------------------- | --------------- | -------- |
| 1    | Jaan Kirsipuu       | Crédit Agricole | 3h17'48" |
| 2    | Stéphane Bonsergent | Bretagne        | s.t.     |
| 3    | Jimmy Casper        | Cofidis         | s.t.     |

| Pos. | Corridore        | Squadra         | Tempo     |
| ---- | ---------------- | --------------- | --------- |
| 1    | Frederik Willems | Chocolade Jac.  | 17h46'12" |
| 2    | Preben Van Hecke | Davitamon-Lotto | a 26"     |
| 3    | Thomas Voeckler  | Bouygues Tél.   | s.t.      |

## Classifiche finali

### Classifica generale
| Pos. | Corridore        | Squadra         | Tempo     |
| ---- | ---------------- | --------------- | --------- |
| 1    | Frederik Willems | Chocolade Jac.  | 17h46'12" |
| 2    | Preben Van Hecke | Davitamon-Lotto | a 26"     |
| 3    | Thomas Voeckler  | Bouygues Tél.   | s.t.      |
| 4    | Michael Blaudzun | CSC             | a 32"     |
| 5    | Ludovic Turpin   | AG2R Prév.      | a 36"     |
| 6    | Mads Kaggestad   | Crédit Agricole | s.t.      |
| 7    | Brian Vandborg   | CSC             | a 43"     |
| 8    | Maxime Méderel   | Auber 93        | a 2'30"   |
| 9    | Kilian Patour    | Crédit Agricole | a 4'06"   |
| 10   | Antoine Dalibard | Bretagne        | a 4'11"   |